# Tournoi de France 2020
Navigation
Édition suivante
Le Tournoi de France 2020  est la première édition du Tournoi de France, un tournoi de football féminin sur invitation qui se déroule en France. Il a lieu du 4 mars au 10 mars 2020.

## Format
La compétition est organisée par la Fédération française de football.
Contrairement au format d'un tableau avec phases éliminatoires comme celui de l'Algarve Cup, les quatre sélections invitées au tournoi de France s'affrontent toutes entre-elles au sein d'une poule unique, comme cela se fait pour la SheBelieves Cup.
Le classement des équipes suit la formule standard de trois points pour une victoire, un point pour un match nul et zéro point pour une défaite.

## Équipes
| Équipe   | Classement FIFA (décembre 2019) |
| -------- | ------------------------------- |
| France   | 4                               |
| Pays-Bas | 3                               |
| Canada   | 8                               |
| Brésil   | 9                               |

## Déroulement du tournoi
Avec des tarifs abordables, la compétition rencontre rapidement un succès populaire.
Pendant un temps, la compétition est menacée par l'épidémie de coronavirus, mais elle est finalement maintenue. Cela affecte tout de même la fréquentation, plus anonyme que lors du Mondial 2019. Pour la deuxième journée de la compétition, sur ordre de la préfecture de l'Oise, 300 billets sont annulés par la FFF, pour limiter les risques de propagation du virus. Pour la dernière journée, compte-tenu de la propagation de l'épidémie, les deux dernières rencontres sont finalement programmées à huis clos, provoquant la déception des supporters.

## Villes et stades
Les deux stades choisis se trouvent tous deux dans l'ancienne région Nord-Pas-de-Calais, avec le stade du Hainaut à Valenciennes et le stade de l'Épopée à Calais.
| \| Stade du Hainaut Stade de l'Épopée \| Localisation des deux stades sélectionnés · pour le Tournoi de France 2020. |
| Stade du Hainaut Stade de l'Épopée                                                                                   |

| Stade du Hainaut Stade de l'Épopée |

## Résultats

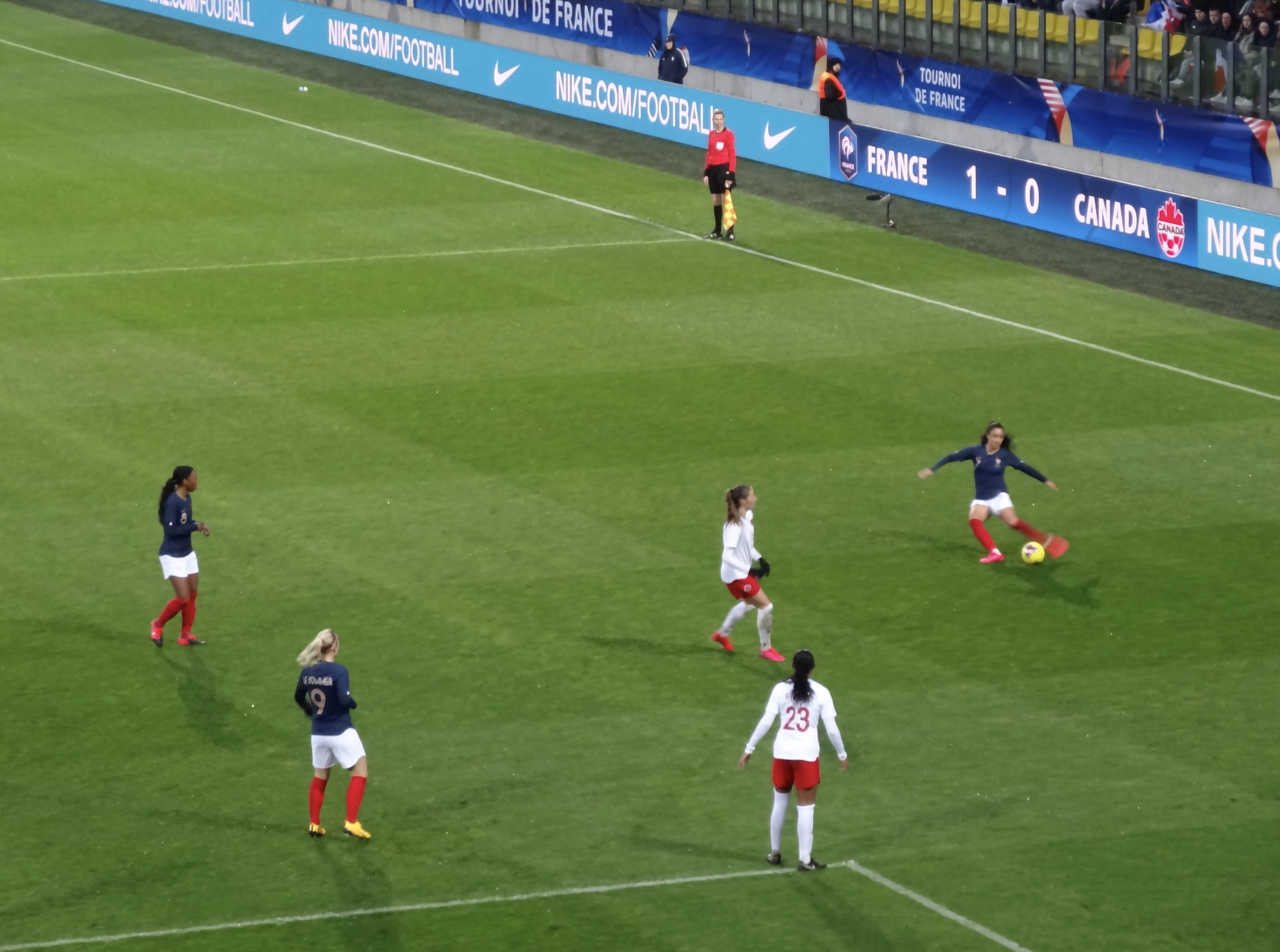
France - Canada à Calais

| 4 mars 2020 | France     | 1 - 0   | Canada | Stade de l'Épopée, Calais                    |                                              |
| 17 h 00     | Asseyi 55e | (0 - 0) |        | Spectateurs : 7 054 Arbitrage : Riem Hussein | Spectateurs : 7 054 Arbitrage : Riem Hussein |

| 4 mars 2020 | Pays-Bas | 0 - 0   | Brésil | Stade du Hainaut, Valenciennes                 |                                                |
| 19 h 00     |          | (0 - 0) |        | Spectateurs : 6 199 Arbitrage : Victoria Beyer | Spectateurs : 6 199 Arbitrage : Victoria Beyer |
| 19 h 00     | Rapport  |         |        | Spectateurs : 6 199 Arbitrage : Victoria Beyer | Spectateurs : 6 199 Arbitrage : Victoria Beyer |

| 7 mars 2020 | Canada | 0 - 0   | Pays-Bas | Stade de l'Épopée, Calais                        |                                                  |
| 19 h 00     |        | (0 - 0) |          | Spectateurs : 989 Arbitrage : Florence Guillemin | Spectateurs : 989 Arbitrage : Florence Guillemin |

| 7 mars 2020 | France     | 1 - 0   | Brésil | Stade du Hainaut, Valenciennes                        |                                                       |
| 21 h 00     | Gauvin 55e | (0 - 0) |        | Spectateurs : 17 022 Arbitrage : Marta Huerta de Haza | Spectateurs : 17 022 Arbitrage : Marta Huerta de Haza |
| 21 h 00     | Rapport    |         |        | Spectateurs : 17 022 Arbitrage : Marta Huerta de Haza | Spectateurs : 17 022 Arbitrage : Marta Huerta de Haza |

| 10 mars 2020 | Brésil                  | 2 - 2   | Canada                    | Stade de l'Épopée, Calais                              |                                                        |
| 19 h 00      | Marta 8e · da Silva 17e | (2 - 0) | 74e Matheson · 87e Beckie | Spectateurs : Huis-clos Arbitrage : Stéphanie Frappart | Spectateurs : Huis-clos Arbitrage : Stéphanie Frappart |
| 19 h 00      | Rapport                 |         |                           | Spectateurs : Huis-clos Arbitrage : Stéphanie Frappart | Spectateurs : Huis-clos Arbitrage : Stéphanie Frappart |

| 10 mars 2020 | France                                       | 3 - 3   | Pays-Bas                                    | Stade du Hainaut, Valenciennes                             |                                                            |
| 21 h 00      | Gauvin 45+1e · Mbock 59e (pen.) · Sarr 90+4e | (1 - 2) | 29e Wilms · 33e (pen.) Spitse · 72e Martens | Spectateurs : Huis-clos Arbitrage : Anastasia Pustovoitova | Spectateurs : Huis-clos Arbitrage : Anastasia Pustovoitova |

## Tableau final
| Rang | Équipe   | Pts | J | G | N | P | Bp | Bc | Diff |
| ---- | -------- | --- | - | - | - | - | -- | -- | ---- |
| 1    | France   | 7   | 3 | 2 | 1 | 0 | 5  | 3  | +2   |
| 2    | Pays-Bas | 3   | 3 | 0 | 3 | 0 | 3  | 3  | 0    |
| 3    | Canada   | 2   | 3 | 0 | 2 | 1 | 2  | 3  | -1   |
| 4    | Brésil   | 2   | 3 | 0 | 2 | 1 | 2  | 3  | -1   |